# Pireneitega segestriformis
Espèce
Synonymes
- Drassus segestriformis Dufour, 1820
- Clubiona ferox nigra Walckenaer, 1837
- Coelotes atramentarius Simon, 1875
- Coelotes leveillei Simon, 1876
- Amaurobius dubius Kulczyński, 1906

Pireneitega segestriformis est une espèce d'araignées aranéomorphes de la famille des Agelenidae.

## Distribution
Cette espèce est endémique des Pyrénées. Elle se rencontre en France dans les Pyrénées-Atlantiques, dans les Hautes-Pyrénées, en Haute-Garonne et dans l'Ouest de l'Ariège et en Espagne en Navarre et dans le Nord de la province de Huesca,.

## Description
La carapace du mâle décrit par de Blauwe en 1973 mesure 5,3 mm de long sur 4 mm et l'abdomen 5,9 mm de long sur 4,3 mm et la carapace de la femelle paratype 5,3 mm de long sur 4,4 mm et l'abdomen 7,2 mm de long sur 4,6 mm.
La femelle mesure 16,1 mm.

## Systématique et taxinomie
Cette espèce a été décrite sous le protonyme Drassus segestriformis par Dufour en 1820. Elle est placée dans le genre Coelotes par Simon en 1937, dans le genre Paracoelotes par Brignoli en 1982 puis dans le genre Pireneitega par Wang et Jäger en 2007.
Coelotes atramentarius, Coelotes leveillei et Amaurobius dubius ont été placées en synonymie par Simon en 1937.
Clubiona ferox nigra a été placé en synonymie par Déjean et Danflous en 2024.

## Publication originale
- Dufour, 1820 : « Observations générales sur les arachnides et description de quelques espèces nouvelles ou peu connues. » Annales Générales des Sciences Physiques, vol. 6, p. 289-306.